# Eurocopter Tiger

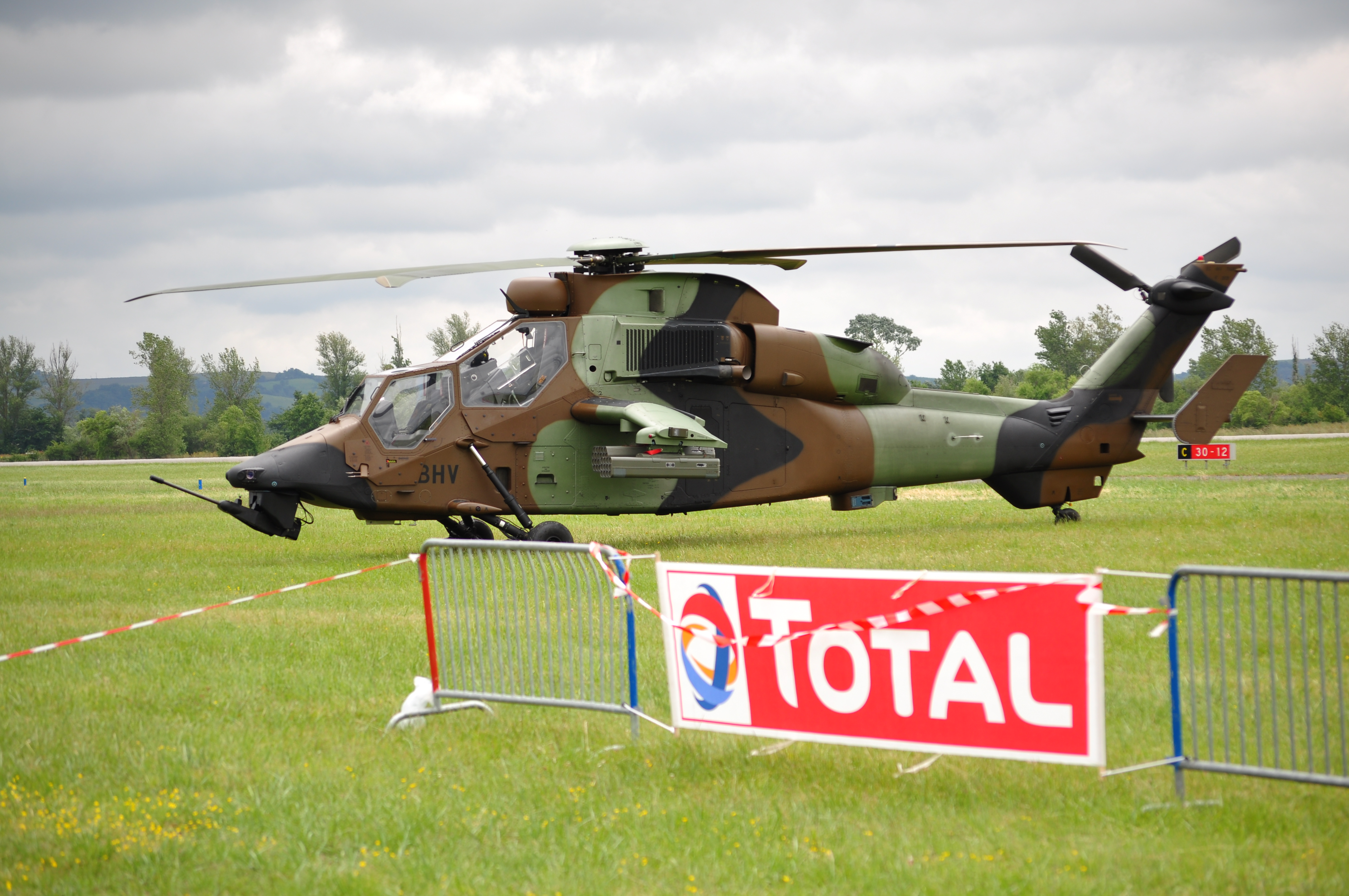
Eurocopter Tiger, Aviation légère de l'Armée de terre

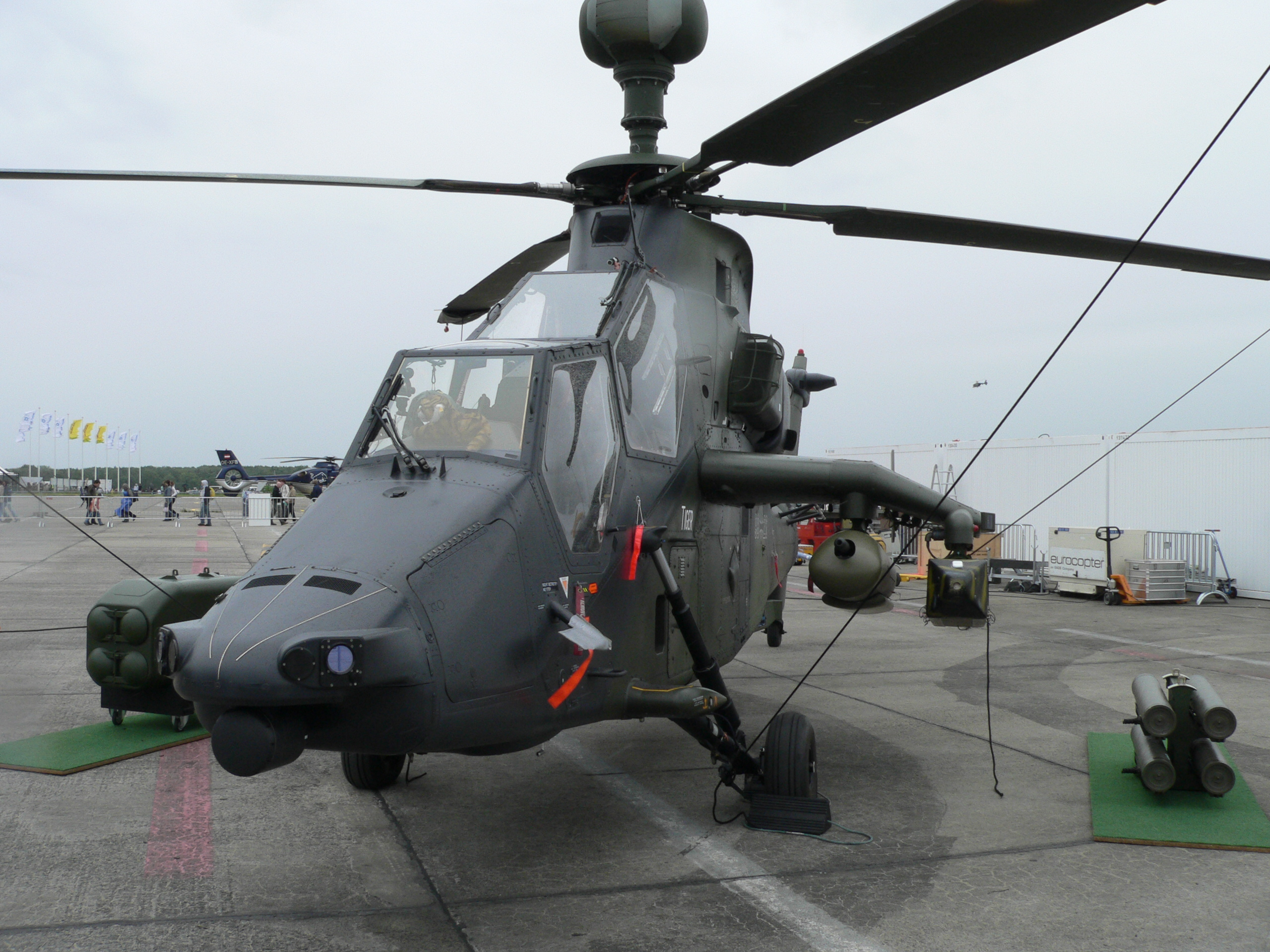
Tiger UHT

De Eurocopter Tiger is een tweemotorige aanvalshelikopter die in 1991 voor het eerst vloog. De Tiger wordt geproduceerd door Eurocopter, een voortzetting van de helikopterdivisies van Aérospatiale en DaimlerBenz Aerospace AG die de Tiger produceren onder typenummer EC 665 of ook wel PAH-2. In Duitsland staat het toestel bekend als de Tiger; in Frankrijk en Spanje wordt het de Tigre genoemd.
De ontwikkeling van de Tiger startte tijdens de Koude Oorlog en werd in eerste instantie ontwikkeld als een antitank-helikopter in geval van een invasie van West-Europa door Sovjettroepen. Nog tijdens de ontwikkelingsfase gebeurde het Uiteenvallen van de Sovjet-Unie maar Frankrijk en Duitsland kozen ervoor om door te gaan met de Tiger. De rol van de Tiger werd nu die van een multirole aanvalshelikopter. Het toestel werd operationeel in 2003.
De Tiger is de eerste helikopter in Europa die gemaakt is van composietmaterialen; vanaf de vroegste modellen beschikken ze ook over geavanceerde eigenschappen als een 'glass cockpit', stealth technologie en een grote wendbaarheid om de overlevingskansen te vergroten. Verbeterde varianten zijn gaandeweg in productie genomen, met krachtiger motoren en in staat om een grotere variatie aan wapensystemen te dragen. Sinds de ingebruikname zijn Tigers gebruikt tijdens conflicten in Afghanistan, Libië en Mali.

## Ontwikkeling

### Aanleiding en vroege ontwikkeling
De Franse en West-Duitse overheden gaven in 1984 aan behoefte te hebben aan een geavanceerde multirole aanvalshelikopter Een joint venture bestaande uit Aérospatiale en MBB werd uiteindelijk gekozen als leverancier. Het ontwikkelingsprogramma werd in 1986 stopgezet vanwege de hoog oplopende kosten; er was berekend dat de aankoop door de Duitse strijdkrachten van een gelijk aantal aanvalshelikopters uit de Verenigde Staten zoals de
AH-64 Apache aanzienlijk goedkoper zou zijn dan doorgaan met de ontwikkeling van de Tiger. Volgens verklaringen van de Franse minister van Defensie André Giraud in april 1986, zou de internationale samenwerking meer kosten en langer duren dan een individueel nationaal programma. In juli 1986 werd een overheidsrapport uitgebracht over het project waarin stond dat de ontwikkeling van de Tiger niet meer aansloot bij de behoeften en voorkeuren van de militaire afnemers waarvoor de Tiger in ontwikkeling was.
Zowel Frankrijk als Duitsland reorganiseerden het programma, met stappen als het bedingen van een vaste prijs waardoor de private ondernemingen grotere financiële risico's gingen lopen.Thomson-CSF nam het overgrote deel van de elektronische ontwikkeling over, zoals de visuele systemen en sensoren. Ondanks de ontwikkelingsproblemen en de politieke onzekerheid tussen 1984 en 1986 werd het programma formeel doorgestart in november 1987; het was op dit moment dat een grotere nadruk op de antitank-rol van de helikopter werd gelegd..

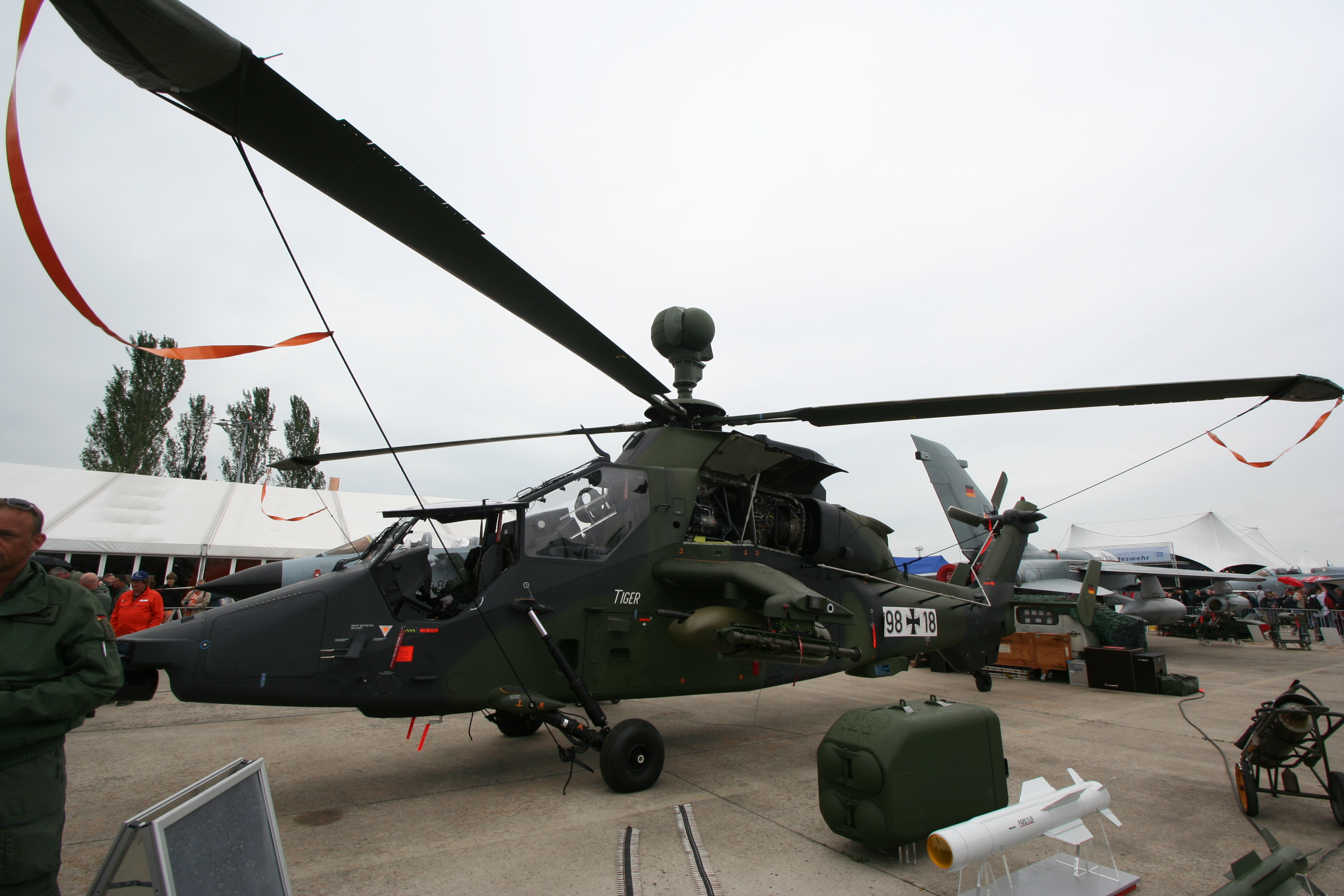
Bundeswehr Tiger UHT

In november 1989 tekende Eurocopter een overeenkomst die de financiële zekerheid voor het overgrote deel van de ontwikkeling garandeerde tot aan de serieproductie garandeerde inclusief regelingen voor twee productielijnen in Aérospatiales fabriek in Marignane en MBB's fabriek in Donauwörth.
In deze overeenkomst werd ook het bouwen van vijf Tiger prototypes vastgelegd. Drie daarvan zouden onbewapende testplatformen zijn en de andere twee bewapende, waarbij de ene de Franse begeleidingsvariant zou zijn en de andere de Duitse antitank-variant. Het eerste prototype maakte zijn eerste vlucht op 27 april 1991, die 30 minuten duurde.
Vanwege het einde van de Koude Oorlog en daardoor de ingekrompen defensiebudgetten in de jaren 90, ontstond er wederom discussie over de noodzakelijkheid van het programma; in 1992 werd gespeculeerd dat het Duitse ministerie van Defensie niet door zou gaan met het project vanwege bezuinigingen. Ook wilde Duitsland graag dat de Tiger een grotere variëteit aan missies aan zou kunnen; naast een uitstekend anti-tankplatform werden de specificaties aangepast om ook bewapende verkenningsmissies, luchtsteun en escortering van andere helikopters tot taak van de Tiger te maken.
In 1992 fuseerden Aérospatiale en MBB met enkele andere bedrijven in de Eurocopter Group, dit versterkte de vliegtuigindustrie en het Tigerproject zelf. Een belangrijke overeenkomst werd gesloten in december 1996 tussen Frankrijk en Duitsland. Hierin werd overeengekomen dat de ontwikkeling van ondersteunende systemen zoals een serie nieuwe raketten zou beginnen. Interne politieke kwesties bleven de ontwikkeling van de Tiger echter hinderen. Een voorgestelde verkoop van 145 Tigers aan Turkije bleek controversieel; Turkije prefereerde de Tiger maar tegenstellingen tussen Eurocopter, Frankrijk en Duitsland over wapenexport naar Turkije leidden uiteindelijk tot het intrekken van de belangstelling.
Op 18 juni 1999 plaatsten zowel Frankrijk als Duitsland orders voor een eerste levering van 160 Tiger helikopters, 80 voor elk land, voor een geschatte som van 3,3 miljard euro. Op 22 maart 2002 was het eerste productiemodel klaar en werd gepresenteerd in een grote ceremonie in de fabriek van Eurocopter in Donauwörth. Hoewel de eerste acceptatietesten van de productiemodellen al in 2003 begonnen was de eerste officiële levering aan de Franse strijdkrachten op 18 maart 2005; de eerste officiële levering aan Duitsland vond plaats op 6 april 2005.
Duitsland verkleinde haar order naar 57 stuks in maart 2013.

### Export
Tijdens de jaren 90 leken de exportmogelijkheden voor de Tiger gunstig door belangstelling van Verenigd Koninkrijk en Nederland Voorzichtige gesprekken tussen het Verenigd Koninkrijk en Frankrijk over deelname aan het Tiger-project vonden al plaats vanaf eind jaren 80 en hoewel dit niet leidde tot industriële deelname van het Verenigd Koninkrijk was het vanaf het midden van de jaren 90 bekend dat zij bereid waren moderne aanvalshelikopters aan te schaffen in het buitenland. Het management van Eurocopter wilde de productie van de Tiger zo snel mogelijk opstarten omdat onzekerheid hierover en dus ook over de beschikbaarheid als negatief werd beschouwd voor de mogelijke exportorders. In zowel Nederland als het Verenigd Koninkrijk vond een behoorlijke lobby plaats om te kiezen voor de Tiger. Toch zouden uiteindelijk geen van beide landen de Tiger kiezen om in hun behoefte te voorzien.
Op 21 december 2001 won Eurocopter het contract voor de levering aan het Australische leger van 22 Tiger helikopters van de ARH-versie (Armed Reconnaissance Helicopter). Aanpassingen aan de standaard Tiger werden gedaan, zoals nieuwe communicatie en vliegsystemen en compatibiliteit met de Australische veiligheidseisen. Als onderdeel van de overeenkomst werden 18 van de 22 toestellen gebouwd in Australië bij de Australian Aerospace fabriek in Brisbane, een dochteronderneming van Eurocopter. In december 2011 werd de laatste Tiger ARH geleverd aan de Australische strijdkrachten.
In september 2003 selecteerde Spanje een variant van de Tiger HAP ondersteuningshelikopter -de Tiger HAD- voor haar leger. De 24 toestellen van dit type zouden worden bewapend met de PARS 3 LR and Mistral raketsystemen en een nieuwere versie van de MTR390 motoren, waardoor het laadvermogen werd vergroot. Levering van de HAD-variant begon in 2007. De overeenkomst was niet alleen voor de aankoop van de toestellen maar ook de deelname van de Spaanse industrie in Eurocopter. Kort na de Spaanse order besloot Frankrijk om niet door te gaan met de pure anti-tankversie HAC maar in plaats daarvan de multi-roleversie Tiger HAD te selecteren.
In juli 2006 tekende de Saoedische overheid een contract voor €6,9 miljard voor de levering van 142 helikopters, waaronder 12 Tiger aanvalshelikopters. De overeenkomst werd echter om onbekende redenen ontbonden in het najaar van 2007.
In mei 2007 werd de Tiger aangeboden aan de Indiase luchtmacht als reactie op een offerteaanvraag voor 22 aanvalshelikopters. De Tiger nam deel aan een competitie tegen meerdere Russische en Amerikaanse helikopters. In het najaar van 2009 werd gerapporteerd dat de Tiger niet deel zou kunnen nemen aan de Indiase testen omdat ze op dat moment verschillende updates onderging. In 2011 namen verschillende Tigers deel aan vuurtesten van de PARS 3 LR raket als onderdeel van de aanbieding aan de Indiase strijdkrachten.
Sinds 2012 is de Tiger verwikkeld in een competitie voor een contract van 20 aanvalshelikopters voor Zuid-Korea, samen met de AH-64 Apache en de AgustaWestlandT-129. In januari 2013 was Eurocopter in gesprek over mogelijke levering van Tigers aan Brazilië, Maleisië en Qatar.

### Algemeen
De Tiger is in staat om een groot aantal oorlogsmissies uit te voeren, waaronder gewapende verkenningsvluchten, anti-tank en close air support, escortering en bescherming van bondgenoten en kan dag en nacht opereren in alle weersomstandigheden. Hij is ontworpen om ook te kunnen opereren na een nucleaire, biologische of chemische aanval. De Tiger kan ook worden ingezet op zee, vanaf de dekken van fregatten en tijdens extreme weersomstandigheden. De Tiger is zeer wendbaar, te danken aan het ontwerp van de dertien meter lange vierbladige rotor. De Tiger kan een volledige looping maken en manoeuvres die negatieve g-krachten oproepen. De Tiger wordt aangedreven door twee MTU Turbomeca Rolls-Royce MTR390 motoren.

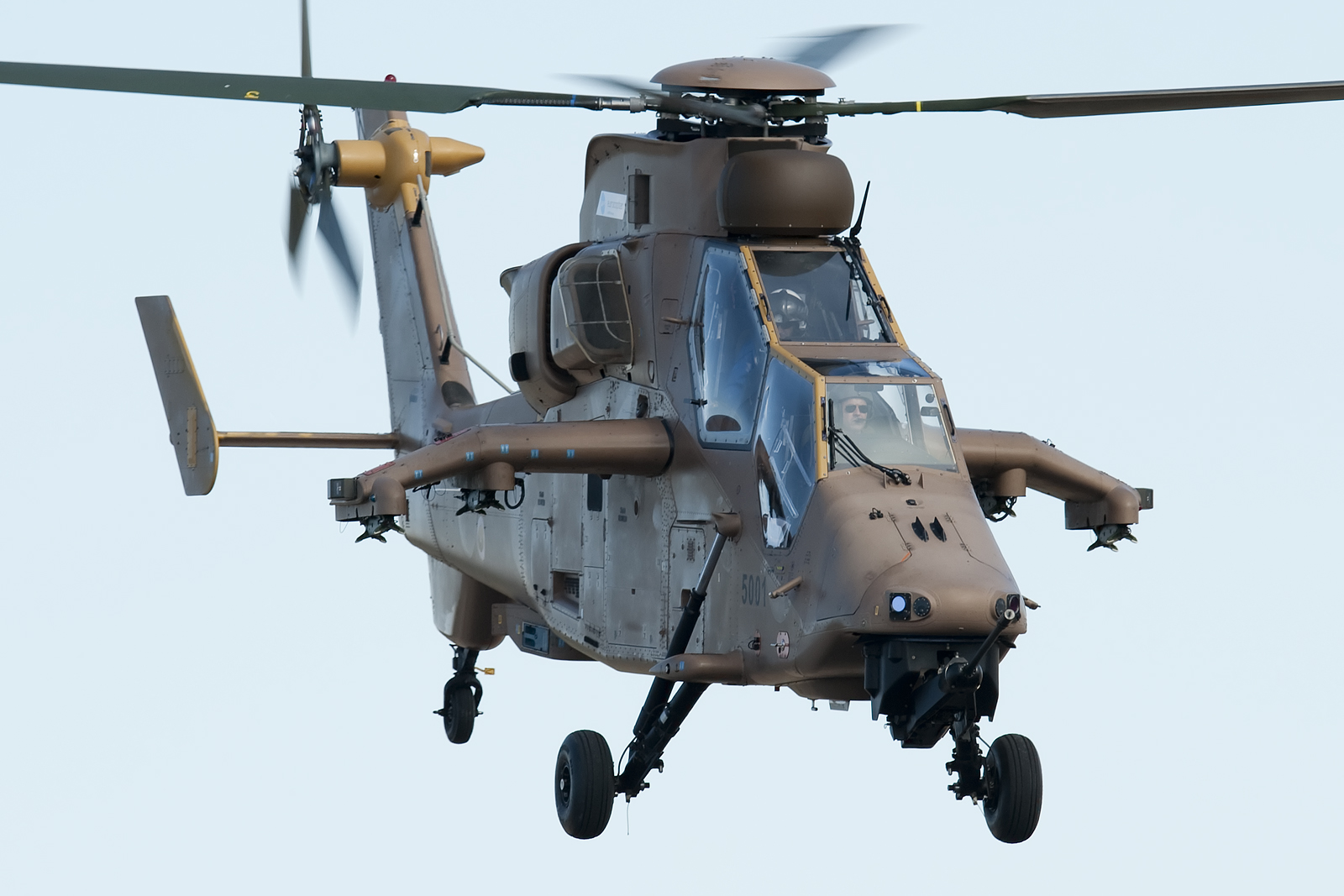
Tiger in vlucht, 2012

De Tiger heeft een bemanning van twee; de piloot zit vooraan en de wapendeskundige erachter. Elk van de bemanningsleden kan de wapensystemen bedienen maar ook het toestel vliegen en ze kunnen dus van rol verwisselen als dat nodig is. Naast het vliegen bedient de piloot de zelfverdedigingssystemen en communicatiemiddelen en sommige secondaire wapenfuncties. Terwijl sommige wapensystemen een eigen bediening vereisen, zoals de anti-tankraket Trigat kunnen lucht-luchtwapens worden bediend met de stuurknuppels. De kosten voor het systeem (helikopter, bewapening en ondersteuning) variëren tussen de verschillende varianten; de Australische Tiger ARH heeft een prijs per unit van 68 miljoen Australische dollar, de nieuwste Tiger HAD zou 44 tot 48 miljoen US dollar kosten.

### Survivability

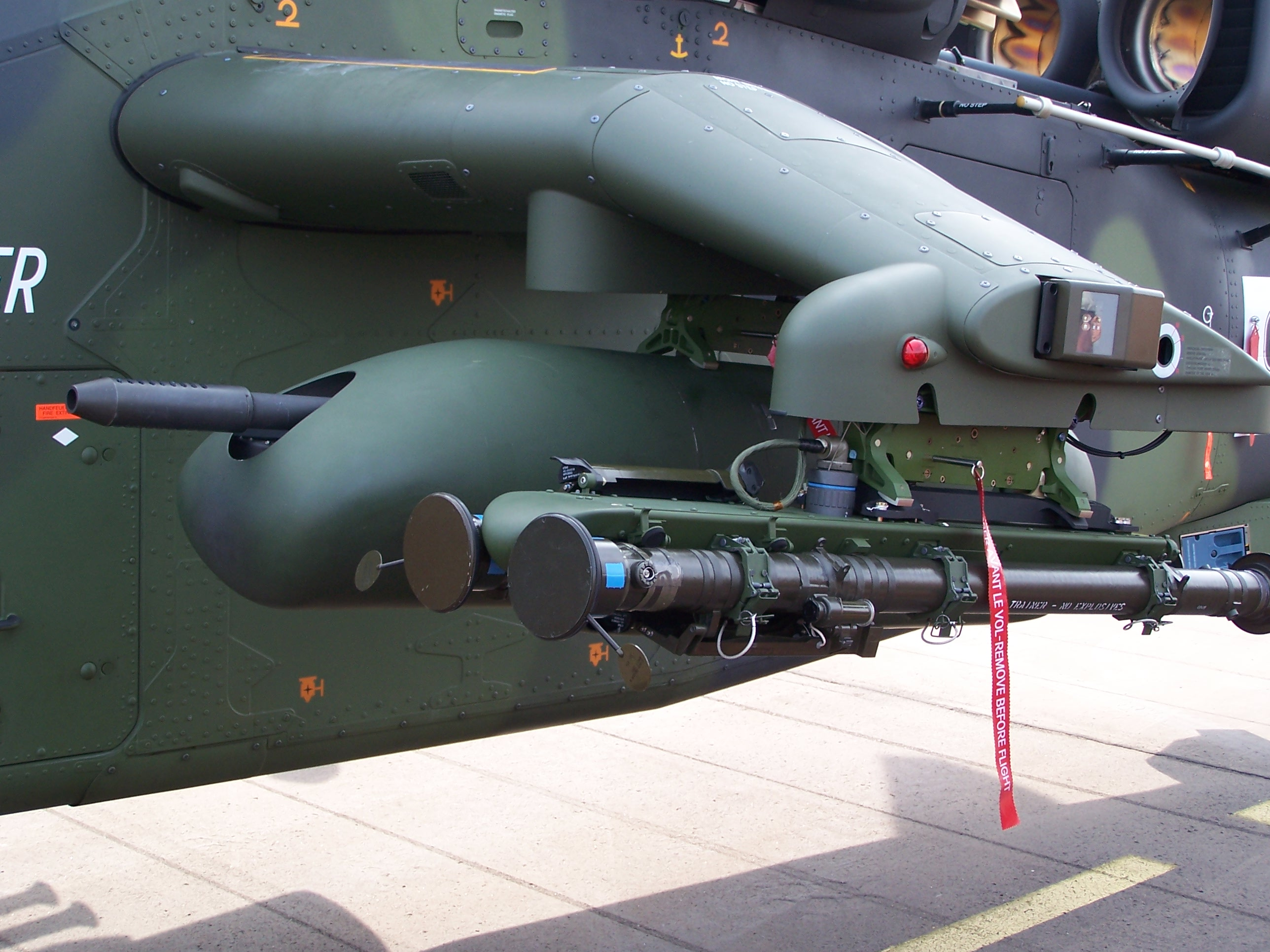
De wingpylon van de Tiger UHT met een gevarieerde bewapening

De beschermingssystemen van de Tiger bevatten stealthaspecten, zaken als zichtbaarheid, radar, infrarood en akoestische signalen zijn geminimaliseerd om de gevaren van het moderne slagveld te kunnen ontwijken. De romp is gepantserd en werd ontwikkeld om vuurwapens en 23 mm kanonvuur te weerstaan. De helikopter heeft verschillende radar/laser waarschuwingssystemen en raketdetectiesystemen, en ook flare een chaffcontainers.
De Tiger is de eerste volledig composiet helikopter die in Europa is ontwikkeld. De romp van de Tiger is gemaakt van 80% koolstofvezelversterkt polymeer en kevlar, 11% aluminium en 6% titanium. De gehele staartsectie is gemaakt van composietmaterialen, inclusief het staartstuk uit één stuk. De rotoren van een fiber-plastic composietmateriaal zijn in staat om oorlogsschade en botsingen met vogels te weerstaan. De structuur van de Tiger bevat ook bescherming tegen blikseminslag en elektromagnetische pulsen.

### Avionica en bewapening

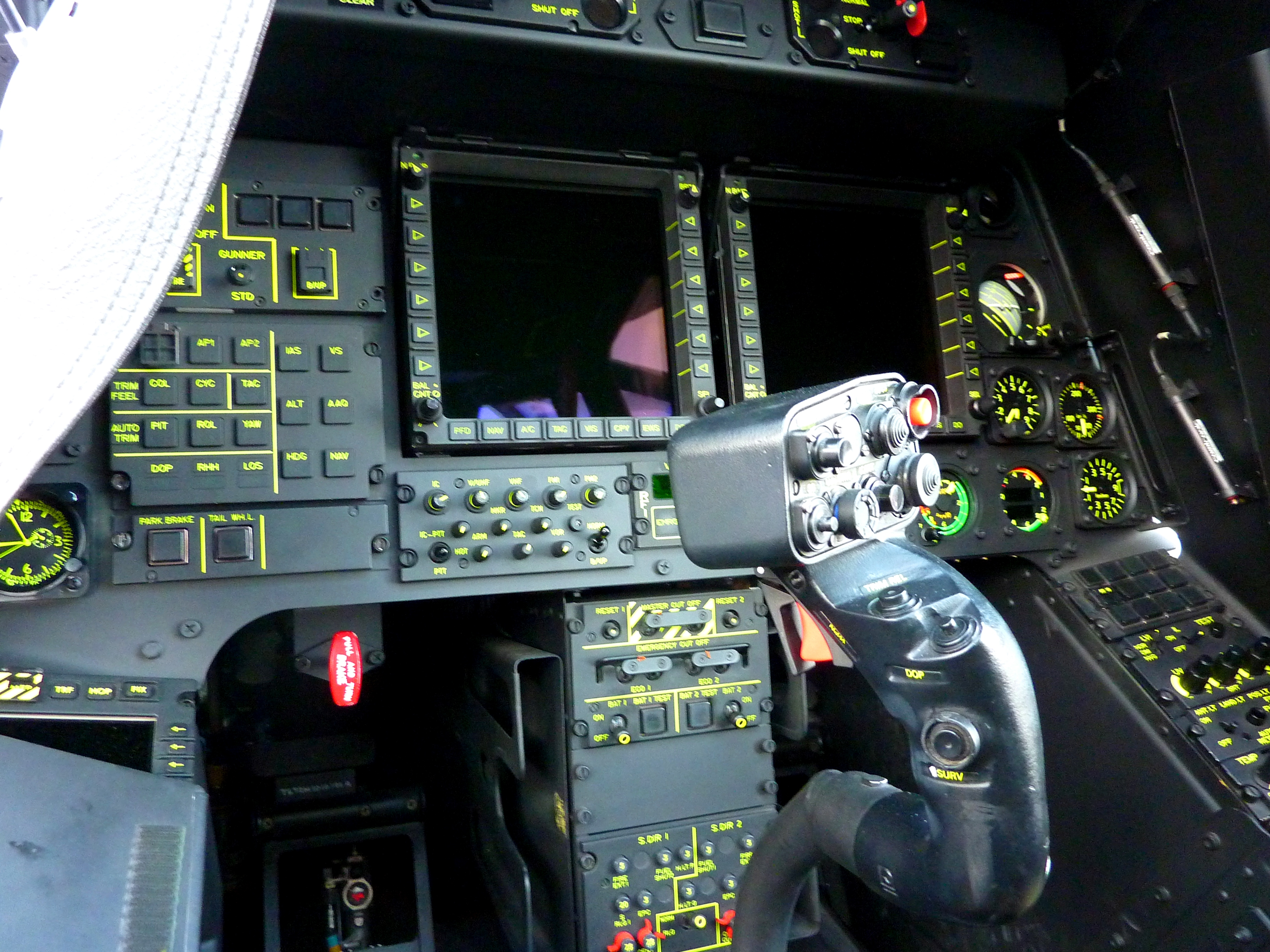
Voorste cockpit van een Tiger HAP

De belangrijkste vluchtsystemen van de helikopter zijn het EUROGRID slagveldmanagement- en kaartsysteem, geïntegreerde communicatiemiddelen (HF/VHF/FM radio en satellietverbindingen) en datalinksystemen en een digitaal automatisch vluchtcontrolesysteem. De Tiger heeft twee computers voor de wapens, sensoren en richtmiddelsystemen. Elk bemanningslid heeft de beschikking over twee multifunctionele datadisplays, gebruikt om de interne systeeminformatie en sensordata weer te geven. Een aanvullend displaysysteem is beschikbaar voor beide bemanningsleden in de vorm van een helmet-mounted display of HMD. De HMD wordt gebruikt door de piloot om basis vluchtgegevens weer te geven met digitaal verbeterde optische data, zoals nachtzicht of infraroodbeelden van de sensoren. De schutter kan de HMD gebruiken voor de weergave van de wapensystemen en doelzoeken.
Misschien het meest belangrijke systeem op de Tiger is de Osiris; dit combineert optisch tv-beeld en warmtecamera's, een laserzoeker en meerdere gyroscopen voor stabilisatie. Osiris is de hoofdsensor voor doelobservatie en doelbepaling en verzamelt data via de wapencomputer; Osiris kan ook zelfstandig doelen selecteren en werd ontworpen om de mogelijkheden van de Trigat anti-tankraket te maximaliseren, die samen met de Tiger werd ontworpen.
De Tiger kan uitgerust worden met verschillende wapensystemen zoals raketten, een kanon en een mix van lucht-luchtraketten en lucht-grondraketten, bediend via een eigen wapencontrolecomputer. Gronddoelen kunnen worden aangevallen met het 30 mm Nexter kanon, externe kanonmodules, antitankraketten en tot vier lanceerbuizen voor 70 mm en 68 mm raketten aan de zijvleugels.

## Varianten

### UH Tiger

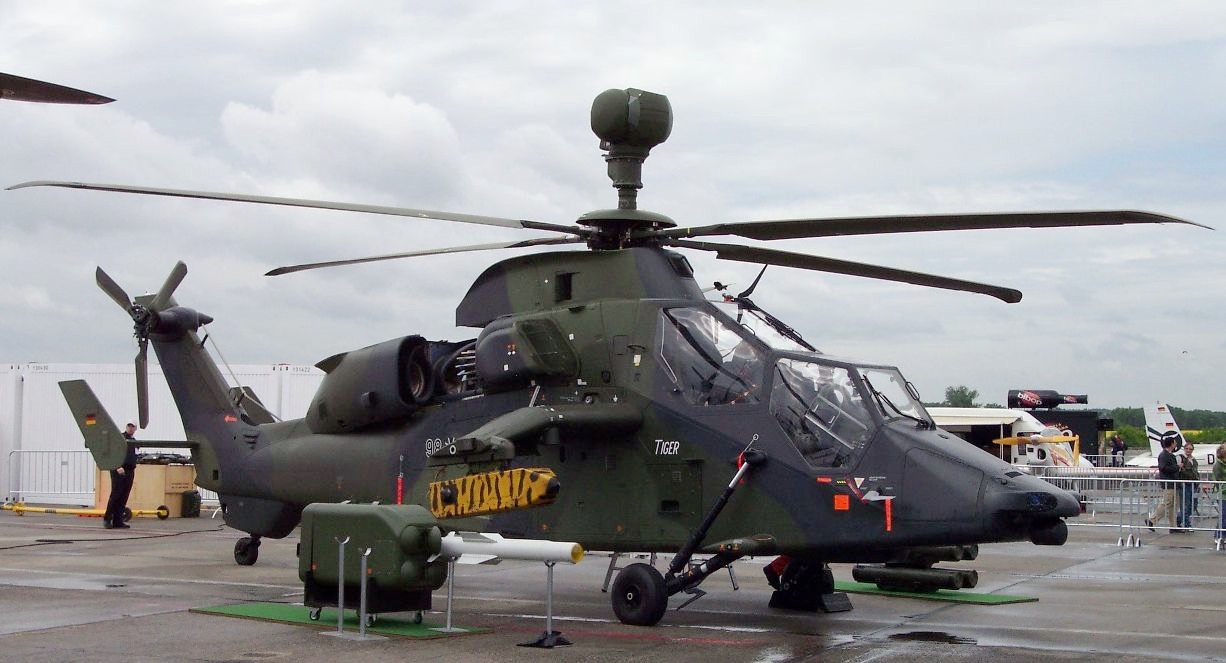
Tiger UHT van de Bundeswehr

De UHT (van Unterstützungshubschrauber Tiger, Duits voor Ondersteuningshelikopter Tiger) is een middelzware multi-role vuurondersteuningshelikopter voor de Bundeswehr. De Duitse regering en Eurocopter zijn in maart 2013 overeengekomen dat 57 Tiger UHT zouden worden geleverd.
De UHT kan PARS 3 LR 'fire and forget' en/of HOT3 antitankraketten dragen en ook Hydra 70 lucht-grondraketten. Vier AIM-92 Stinger raketten (twee aan elke kant) worden meegenomen voor luchtgevechten. In tegenstelling tot de HAP/HCP-versie heeft het geen ingebouwd kanon maar er kan wel een kanon in een pod worden gemonteerd. Het Duitse leger besloot niet te kiezen voor het Franse GIAT kanon dat wordt gebruikt op de andere versies van de Tiger vanwege de grote terugslag van dit wapen.

### Tiger HAP
De Tiger HAP/HCP (Hélicoptère d'Appui Protection, Frans voor Ondersteunings- en begeleidingshelikopter)is een middelzware helikopter voor luchtgevechten en vuurondersteuning, gebouwd voor het Franse leger. Het is uitgerust met een ingebouwd GIAT 30 mm kanon en kan 68 mm SNEB ongeleide raketten of 20 mm machinegeweren dragen voor vuurondersteuning en ook Mistral lucht-luchtraketten. De 40 Franse HAP's zijn in 2012 geleverd.

### Tiger HAD
De Tiger HAD (Hélicoptère d'Appui Destruction in het Frans of Helicoptero de Apoyo y Destrucción in het Spaans wat zoveel als 'Ondersteunings- en aanvalshelikopter' betekent) is in essentie hetzelfde als de HAP-versie maar met 14% meer motorvermogen en betere bepantsering als gevolg van een specifieke vraag van het Spaanse leger. Het zal uitgerust worden met de AGM-114 Hellfire II en de Spike ER antitankraketten. Het werd gekozen door het Spaanse leger en het Franse lichte luchtvaartleger (ALAT, Aviation légère de l'Armée de terre') besloot de meeste van haar HAP-Tigers te upgraden naar de HAD-variant. In december 2004 bestelde Spanje 24 Tiger HAD en Frankrijk 40 stuks.

### Tiger ARH

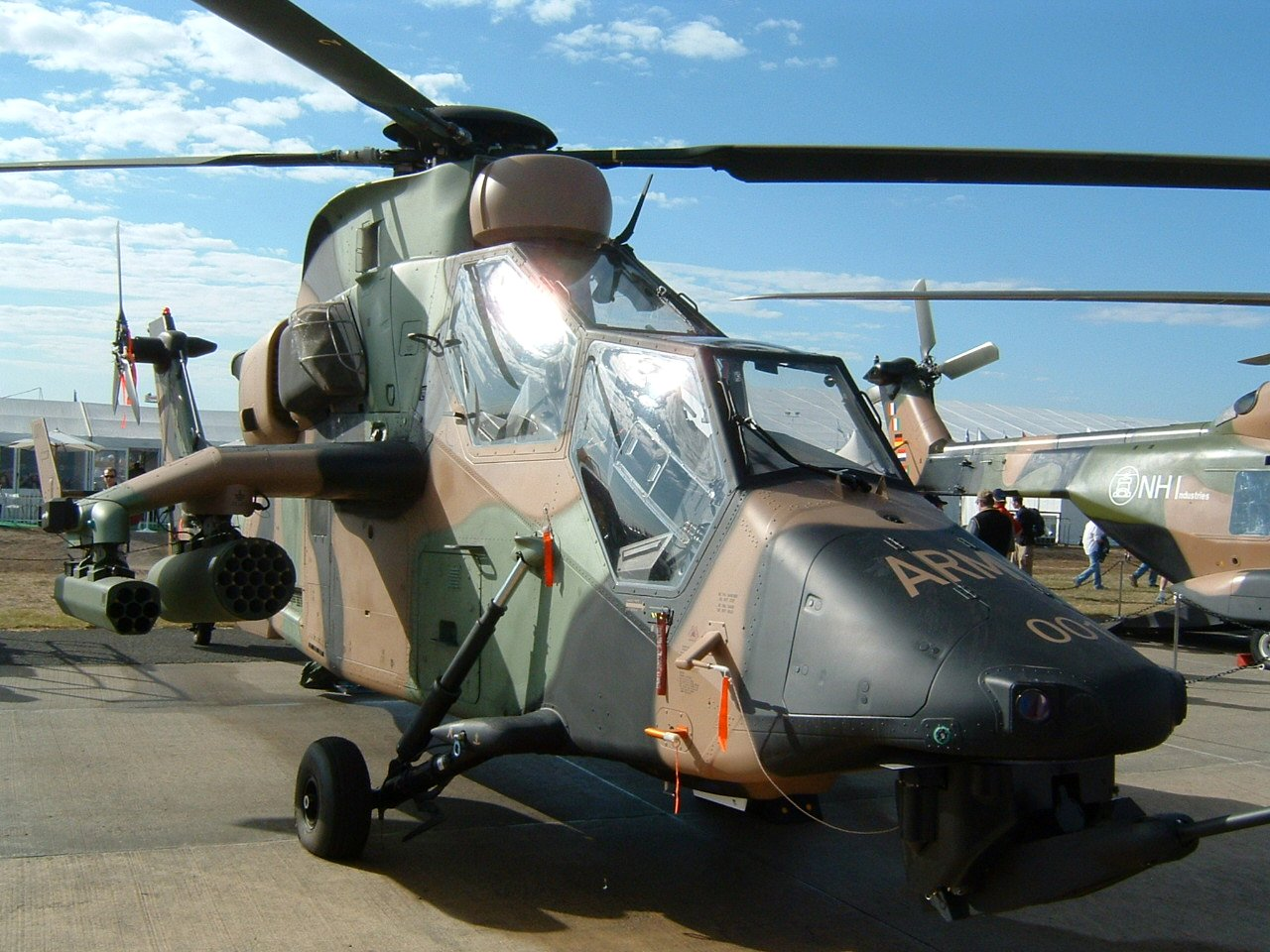
Australian Army ARH Tiger

De Tiger ARH (Armed Reconnaissance Helicopter) is de versie die besteld is door het Australische leger ter vervanging van hun Bell OH-58 Kiowas en UH-1 Iroquois 'Bushranger'. De Tiger ARH is een gemodificeerde en aangepaste versie van de Tiger HAP met verbeterde MTR390 motoren en een laserdoelaanwijzer voor het lanceren van AGM-114 Hellfire II lucht-grondraketten. In plaats van SNEB ongeleide raketten zal de ARH gebruikmaken van 70 mm raketten van de Belgische ontwikkelaar Forges de Zeebrugge (FZ). 22 Stuks zijn besteld in december 2001. De eerste twee ARH-helikopters zijn geleverd aan Australië op 15 december 2004, in 2010 zijn alle toestellen geleverd.

## Specificaties
- Bemanning: 2
- Lengte: 14,08 m
- Breedte: 4,52 m
- Voortstuwing: 1× MTR390-turboshaft
- Topsnelheid: 288 km/h
- Praktisch plafond: 3657 m
- Bewapening: 1 × 30 mm-kanon, HOT-antitank- en Mistral-luchtprojectielen, raketten.

|  |  |